# Lawren Harris
Pour les articles homonymes, voir Harris.
Lawren Harris (Brantford, Ontario, 23 octobre 1885 - Vancouver, 29 janvier 1970), est un peintre canadien qui a joué un rôle décisif dans la création du Groupe des sept, ce cercle de jeunes peintres qui allait bouleverser l'art de la peinture au Canada en quelques années.

## Biographie
Après des études à la Central Technical School et au collège St. Andrew, à Toronto, il part étudier à Berlin où il demeurera de 1904 à 1908. Il s'intéresse alors à la philosophie et plus tard à la théosophie.
En 1911, de retour au pays, il se lie d'amitié avec J. E. H. MacDonald. Ensemble, ils fondent le Groupe des sept. Harris devient le théoricien du groupe de par sa formation universitaire. Il défend les idées du poète irlandais George William Russell sur le rôle social de l'artiste. Un local, le Studio Building, procure à ces artistes un endroit pour vivre et travailler. En 1918 et 1919, Harris finance des voyages pour les artistes du groupe dans la région d'Algoma et au lac Supérieur, en Ontario. Séduit par l'endroit, Harris y retourne annuellement durant plusieurs années. Il développe alors le style qui le caractérise le mieux, couleurs vives et riches appliquées en couches épaisses, technique dite impasto. Harris peint également plusieurs paysages de la baie Géorgienne et plus tard dans les montagnes Rocheuses.
Lui et plusieurs membres du groupe, dont Alfred Joseph Casson, Arthur Lismer, A. Y. Jackson et Franklin Carmichael feront partie du Canadian Group of Painters.
En 1969, il est reçu compagnon de l'Ordre du Canada.
Il meurt à Vancouver en 1970, où il s'était installé en 1940.

## Postérité
Lawren Harris est considéré comme un des peintres importants du Canada. Plusieurs de ses œuvres ont atteint des prix supérieurs aux estimations, comme en 2001 où sa toile Baffin Island, estimée à 1 million de dollars, a été adjugée pour la somme de 2,2 millions de dollars, ou encore Mountain Forms qui fut adjugé à 11,21 millions de dollars lors d'une vente aux enchères. Cette toile tient à ce jour le record de vente pour une toile canadienne.